# میتزپه، نتوفه
میتزپه (به لاتین: Mitzpe Netofa) یک منطقهٔ مسکونی در اسرائیل است که در Lower Galilee Regional Council واقع شده‌است.